# لیک سیتی (تنسی)
لیک سیتی(به انگلیسی: Lake City) شهری در ایالت تنسی کشور ایالات متحده آمریکا است که جمعیت آن در سرشماری سال ۲۰۱۰ میلادی، ۱٬۷۸۱ نفر بوده‌است.